# Kabinett Bruschke II
Das Kabinett Bruschke II bildete vom 24. November 1950 bis zum 31. Juli 1952 die Landesregierung von Sachsen-Anhalt.
| Amt                                      | Name                                    | Partei | Partei |
| ---------------------------------------- | --------------------------------------- | ------ | ------ |
| Ministerpräsident                        | Werner Bruschke                         |        | SED    |
| Inneres                                  | Josef Hegen                             |        | SED    |
| Finanzen                                 | Ernst Lorenz                            |        | LDPD   |
| Justiz                                   | Werner Bruschke                         |        | SED    |
| Wirtschaft, Industrie, Aufbau und Arbeit | Kurt Opitz                              |        | SED    |
| Land- und Forstwirtschaft                | Willi Maikath                           |        | SED    |
| Handel und Versorgung                    | Hubert Hannich                          |        | CDU    |
| Volksbildung                             | Richard Schallock bis 28. November 1951 |        | SED    |
| Volksbildung                             | Elisabeth Menzel                        |        | SED    |
| Gesundheit                               | Otto Rühle                              |        | NDPD   |
| ohne Geschäftsbereich                    | Richard Richter                         |        | DBD    |